# Mörtiken
Mörtiken är en sjö i Storumans kommun i Lappland och ingår i Umeälvens huvudavrinningsområde. Sjön har en area på 0,229 kvadratkilometer och ligger 725,7 meter över havet. Sjön avvattnas av vattendraget Muoltekejukke.

## Delavrinningsområde
Mörtiken ingår i det delavrinningsområde (727784-148864) som SMHI kallar för Mynnar i Göuta. Medelhöjden är 847 meter över havet och ytan är 22,64 kvadratkilometer. Det finns inga avrinningsområden uppströms utan avrinningsområdet är högsta punkten. Muoltekejukke som avvattnar avrinningsområdet har biflödesordning 2, vilket innebär att vattnet flödar genom totalt 2 vattendrag innan det når havet efter 358 kilometer. Avrinningsområdet består mestadels av skog (32 procent) och kalfjäll (58 procent). Avrinningsområdet har 0,91 kvadratkilometer vattenytor vilket ger det en sjöprocent på 4 procent.